# Kožušice
Kožušice (deutsch Kosuschetz, früher Kozuschütz bzw. Kozuschitz) ist eine Gemeinde in Tschechien. Sie liegt sechs Kilometer nördlich von Koryčany und gehört zum Okres Vyškov.

## Geographie

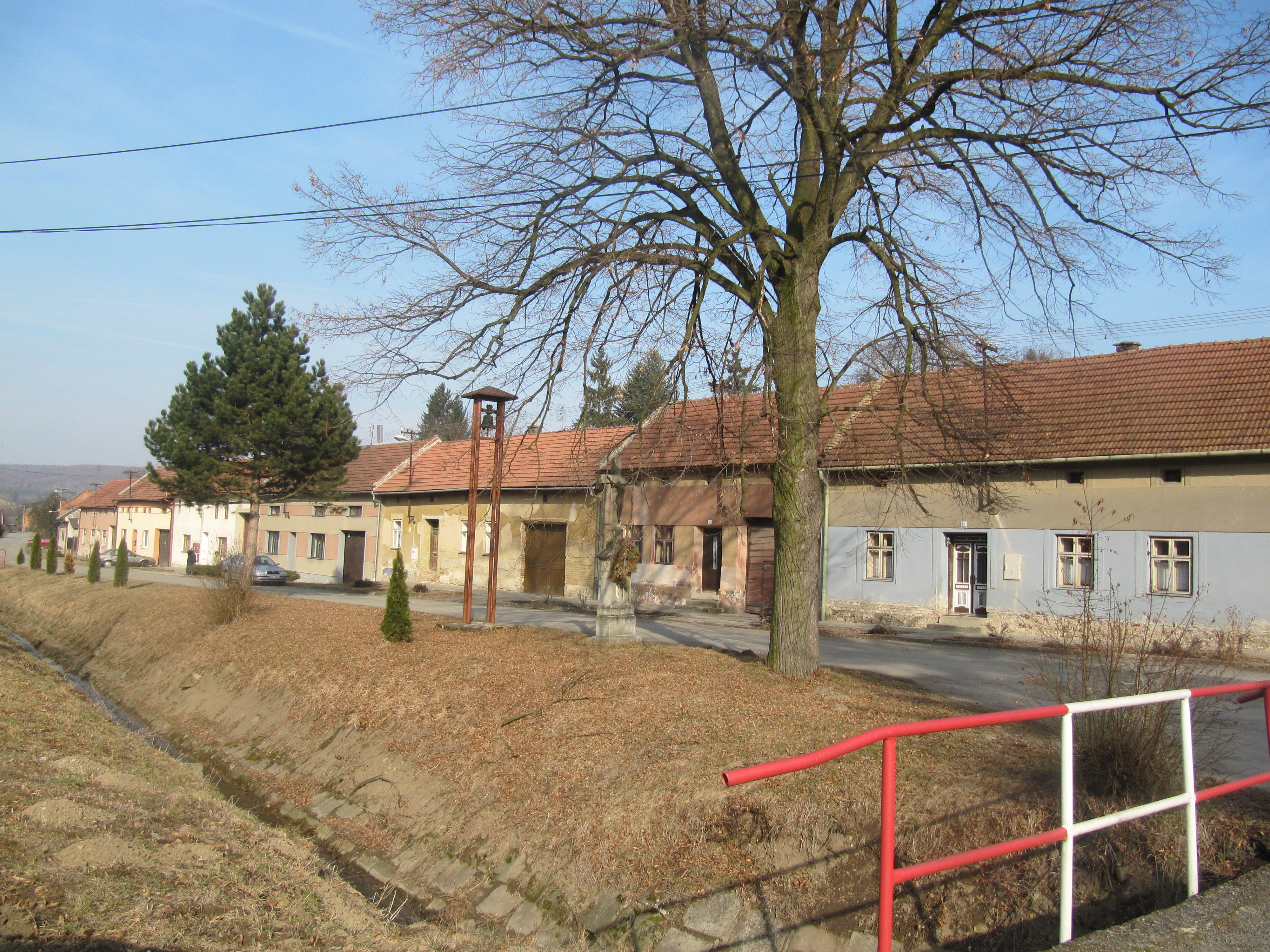
Dorfstraße Kožušice (2011)

Kožušice befindet sich linksseitig der Litava (Leitha) am Übergang zwischen den Litenčické vrchy, Ždánický les (Steinitzer Wald) und Marsgebirge. In Kožušice münden die Bäche Kožušický potok und Zámecký potok in die Litava. Nordöstlich erhebt sich der Na Pasekách (380 m), im Süden die Bralová (400 m) und Kraví hora (Kuhberg, 376 m). Am nördlichen Ortsrand verläuft die Straße E 50/I/50 von Brno nach Uherské Hradiště.
Nachbarorte sind Kunkovice und Nový Dvůr Marie im Norden, Chvalnov-Lísky im Nordosten, Zástřizly im Osten, Střílky im Südosten, Lískovec, Dvorek und Blišice im Süden, Mouchnice, Nemotice und Snovídky im Südwesten, Brankovice und Malínky im Westen sowie Nemochovice im Nordwesten.

## Geschichte
Die erste schriftliche Erwähnung des Dorfes erfolgte im Jahre 1333 im Zuge des Verkaufs des Hofes durch Dietrich von Žarůžky an Jan von Kožušice. Zwei Jahre später erwarb Heinrich von Nevojice den Hof. Nach zahlreichen Besitzerwechseln erwarben die Ritter von Zástřizl sukzessive das gesamte Dorf und schlossen es an die Herrschaft Bučovice an. Als 1464 Johann von Zástřizl die Schenke, den halben Anteil an der Mühle sowie zweieinhalb Huben Land von Christophor von Oynitz erwarb, gehörte der überwiegende Anteil des Dorfes bereits zu Bučovice. Zu Beginn des 17. Jahrhunderts bestand das Dorf aus 29 Anwesen. In dieser Zeit erwarben die Fürsten von Liechtenstein die Güter. Während des Dreißigjährigen Krieges führten die Einfälle der Ungarn, Kumanen und Schweden zur Verödung der Gegend. Nach Kriegsende lagen 16 der 29 Wirtschaften wüst. Im Jahre 1790 lebten in den 66 Häusern von Kožušice 350 Menschen. Zu Beginn des 19. Jahrhunderts wurde in Kožušice eine Dorfschule eingerichtet.
Nach der Aufhebung der Patrimonialherrschaften bildete Kožušice ab 1850 eine Gemeinde in der Bezirkshauptmannschaft Wischau. 1856 wurde für die einklassige Dorfschule ein neues Schulhaus eingeweiht. Durch einen Hagelschlag wurde im Jahre 1863 die gesamte Ernte vernichtet. Ein Großfeuer vernichtete 1867 29 Chaluppen. Im Jahre 1890 bestand das Dorf aus 89 Häusern und hatte 395 Einwohner. 1899 gründete sich der  Freiwillige Feuerwehrkorp. Zwischen 1914 und 1919 erfolgte der Bau eines neuen Schulgebäudes. Der Bau kostete 98000 Kronen und überstieg damit die ursprünglich veranschlagten 48000 Kronen um mehr als das Doppelte. Im Jahre 1921 hatte das Dorf 421 Einwohner. Wegen Futtermangel brach 1923 eine Viehseuche aus, an der 20 Stück Rindvieh und 10 Stück Pferdevieh eingingen. Drei Einwohner wanderten in dem Jahre nach Argentinien aus. Die Elektrifizierung des Ortes erfolgte 1928. 1930 wurden in Kožušice 444 Einwohner gezählt. Im Jahr darauf erwarb die Gemeinde das Waldgebiet am Kuhberg für 92000 Kronen von den Fürsten zu Liechtenstein. 1934 brannte das letzte strohgedeckte Haus des Dorfes ab. 1942 hatte die Gemeinde 499 Einwohner. Zwischen 29. April und 1. Mai 1945 geriet das Dorf in die Kämpfe zwischen der Wehrmacht und der Roten Armee. Bei dem Granatenabschuss wurden 20 Häuser beschädigt und ein Einwohner getötet. Nach Kriegsende erreichte Kožušice 1945 mit 520 Einwohnern die höchste Bevölkerungszahl seiner Geschichte. Im Sommer 1945 setzte eine Abwanderung in die Grenzgebiete ein. 15 Familien übersiedelten nach Velká Kraš und Vidnava in Schlesien. Bis 1946 zogen weitere 28 Familien nach Perná und Práče in Südmähren. Insgesamt verlor die Gemeinde dadurch 131 Einwohner. Zwischen 1950 und 1960 gehörte die Gemeinde zum Okres Bučovice und kam nach dessen Aufhebung mit Beginn des Jahres 1961 zum Okres Vyškov zurück. Im Jahre 1976 wurde Kožušice zusammen mit Malinky und Dobročkovice nach Brankovice eingemeindet. 1990 entstand die Gemeinde Kožušice wieder. 1992 wurde der Wald am Kuhberg zurück in den Gemeindebesitz übertragen.

## Gemeindegliederung
Für die Gemeinde Kožušice sind keine Ortsteile ausgewiesen.

## Sehenswürdigkeiten
- Kapelle
- Naturdenkmal Kuče, westlich des Dorfes, Population trockenheitsliebender Pflanzen
- Naturdenkmal Strabišov-Ouhlehla, nordöstlich des Ortes
- Naturschutzgebiet Podsedky mit Steppenvegetation, südlich des Dorfes